# Castello di Muro Lucano
Il castello di Muro Lucano è un castello situato nel comune di Muro Lucano.

## Storia
Un iniziale fortilizio longobardo fu eretto nella seconda metà del IX secolo con la finalità di presidiare i confini settentrionali del ducato di Salerno (Langobardia Minor).
Il primitivo borgo di Muro Lucano è arrampicato su un ripido crinale sottostante al castello e collegato con il castello stesso tramite un tortuoso e stretto sentiero. Il primitivo borgo, detto il Pianello, è ancora visibile e abitato.
Nel 1269 divenne signore di Muro Pietro di Hugot, per investitura di Carlo I d'Angiò. Nel 1382 venne qui consumato l'assassinio della regina Giovanna I di Napoli per ordine di Carlo di Durazzo.
Nel 1427, durante il regno di Giovanna II, il castello fu concesso a tale Troiano di San Magno, riassorbito tra i beni della curia, fu venduto dallo stesso re con la città di Muro per cinquemila ducati al conte Mazzeo Ferrilli. Solo nel 1483 Muro diventa contea per concessione di Ferrante d'Aragona re di Napoli. Primo conte è il ricco patrizio napoletano Mazzeo Ferrillo. Mazzeo dà avvio a lavori di profonda modificazione ed implementazione del vecchio castello con la costruzione di due torri, e del ponte levatoio. La nipote di Mazzeo, Beatrice, viene data in sposa a Ferdinando Orsini duca di Gravina e con Ferdinando prende inizio il lungo infeudamento orsino che terminerà solo nel 1806 quando vengono aboliti i diritti feudali.
Il terremoto del 1694 danneggiò gravemente il castello, il che obbligò gli Orsini a importanti opere di consolidamento e modifiche strutturali. Nel 1830 il castello fu infine venduto da Bernualdo III a Francesco Domenico Lordi. Il castello fu nuovamente danneggiato dal terremoto del 1980. Negli anni '80 e '90 il castello fu consolidato con il ripristino delle murature, degli ambienti interni, della scuderia e della parte alto medioevale.
La Concattedrale di San Nicola di Muro Lucano è stata inaugurata nel 1169 ed è contigua alla rocca, quasi fisicamente collegata. Il primitivo corpo di fabbrica è oggi in gran parte nascosto dall'attuale, di origine seicentesca.

## Architettura
Il castello si erge nella parte alta del paese, dimora gradita da sovrani e baroni .Esso fu residenza di caccia per i vari sovrani che lo abitarono. Non presenta l'aspetto originale per via delle varie modifiche susseguitesi nel tempo. Le prime avvengono nel 1694 da parte dei duca Orsini (feudatari di Muro Lucano) che lo restaurarono a seguito dei danni del terremoto.

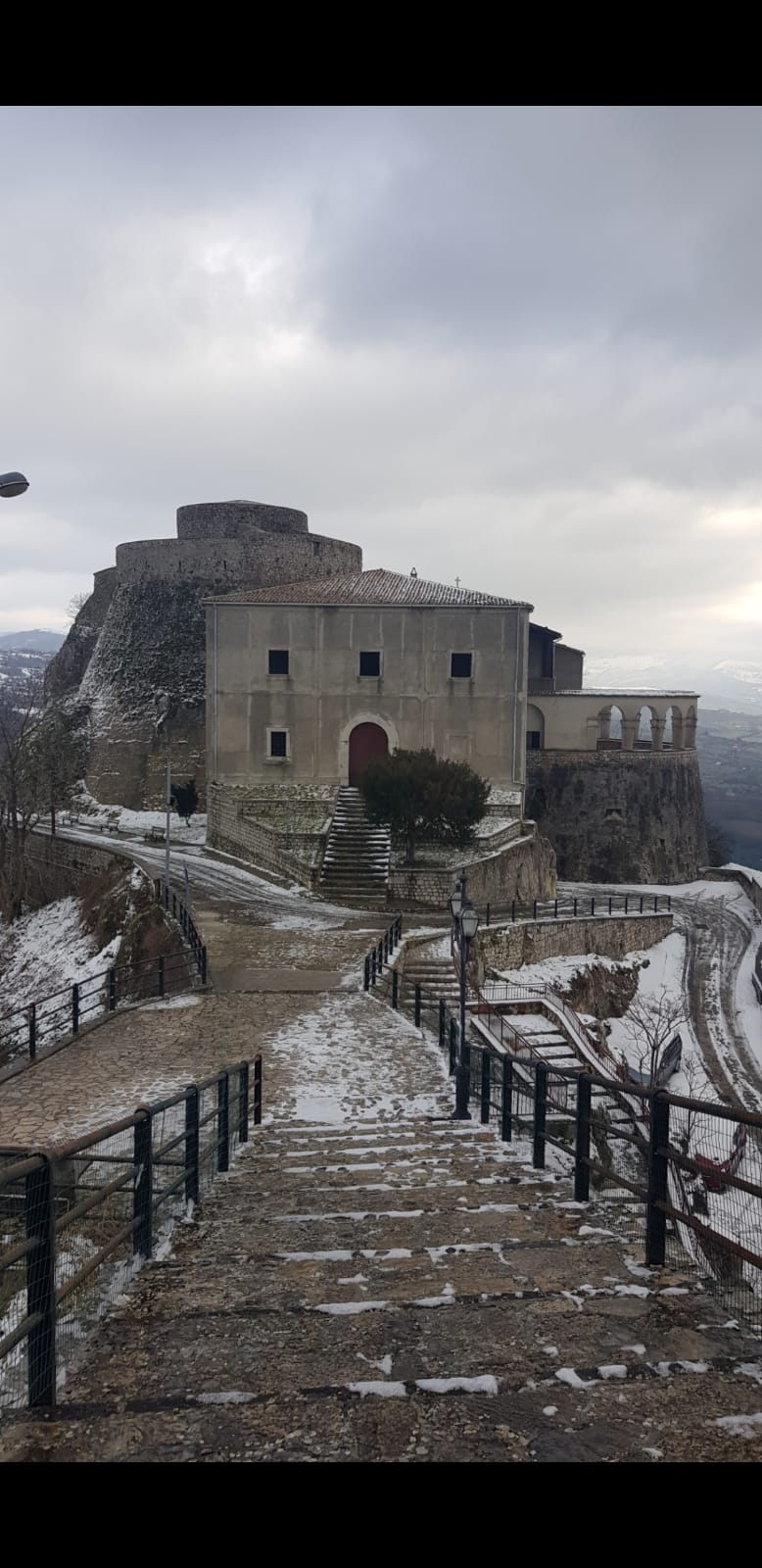
Veduta entrata Castello

Oggi si presenta come un'imponente struttura da cui ergono due torri di età differente. La torre che volge a mezzogiorno, detta torrione, è la più antica; essa è composta da grandi lastroni di pietra calcarea, si innalza fino al primo piano ed è composta da una terrazzata sulla sua sommità. Più moderna è la torre nord che domina con la sua forma circolare l'intero abitato. È formata da arcate che seguono il suo perimetro e sorge su di un enorme masso alto otto metri. L'intero castello segue un perimetro irregolare dettato dalla deformità della rupe su cui si trova. Il cortile superiore ha però forma regolare. L'intera pianta si presenta come un rettangolo circondato da varie porte che danno adito a spazi un tempo facenti parte degli ambienti domestici.